# Nether Poppleton
Nether Poppleton är en ort och civil parish  i Storbritannien.   Den ligger i kommunen City of York och riksdelen England, i den centrala delen av landet, 280 km norr om huvudstaden London. Nether Poppleton ligger 12 meter över havet och antalet invånare är 3 504.
Terrängen runt Nether Poppleton är mycket platt. Runt Nether Poppleton är det tätbefolkat, med 819 invånare per kvadratkilometer. Närmaste större samhälle är York, 5,6 km sydost om Nether Poppleton. Trakten runt Nether Poppleton består till största delen av jordbruksmark.